# Bob Richards
Pour les articles homonymes, voir Richards.
Robert "Bob" Eugene Richards, né le 20 février 1926 à Champaign dans l'Illinois et mort le 26 février 2023 à Waco au Texas, est un révérend et athlète américain. Il remporta le titre olympique du saut à la perche aux Jeux de 1952 d'Helsinki et de 1956 à Melbourne. Il fut candidat à l'élection présidentielle américaine de 1984 pour le Parti populiste.

## Biographie
Bob Richards fait ses débuts sur la scène internationale lors des Jeux olympiques de 1948 à Londres et obtient la médaille de bronze du concours du saut à la perche avec 4,20 m. En 1951, lors du meeting en salle de New-York, il franchit 4,69 m, bénéficiant notamment des nouvelles perches en métal qui remplacent progressivement les perches en bambou. Il devient le deuxième athlète à franchir la barre des 15 pieds, après son compatriote Cornelius Warmerdam, grand spécialiste de la discipline dans les années 1940. La même année, il remporte la finale des Jeux panaméricains de Buenos Aires. Richards remporte son premier titre majeur à l'occasion des Jeux olympiques d'Helsinki de 1952, établissant avec 4,55 m un nouveau record olympique de la spécialité.
Lors des Jeux olympiques de 1956 à Melbourne, il abandonne dans l'épreuve du décathlon, mais conserve son titre à la perche avec un saut à 4,56 m, après avoir livré un duel acharné avec son compatriote Robert Gutowski. Bob Richards est le premier perchiste de l'histoire à remporter deux titres olympiques. Il est rejoint par Armand Duplantis, qui décroche sa deuxième médaille d’or aux JO de Paris 2024. Chez les femmes, le doublé a été réalisé par la perchiste russe Yelena Isinbayeva en 2004 et 2008.
Alors qu'il est encore athlète, il devient pasteur de  ce qui lui vaudra le surnom de « pasteur volant » (The Vaulting Vicar en anglais). Comme pasteur de la future joueuse de tennis Billie Jean King, Richards inspira King en lui demandant un jour alors qu'elle avait 13 ou 14 ans :  « Que va tu faire de ta vie ?» Elle lui répondit:  « Révérend, je vais devenir la meilleure joueuse de tennis du monde »,. En 1957, l'acteur Hal Stalmaster (en) joua le rôle de Richards adolescent dans un épisode de Cavalcade of America (en), dans la série d'anthologie diffusée par ABC .
Lors de l'élection présidentielle de 1984, Richards fut candidat pour le Parti populiste, un mouvement d'extrême droite, Lui et sa colistière Maureen Salaman (en) ne recueillirent que 66 324 voix.

## Palmarès

### Jeux olympiques d'été
- Jeux olympiques de 1948 à Londres :
  -  Médaille de bronze du saut à la perche
- Jeux olympiques de 1952 à Helsinki :
  -  Médaille d'or du saut à la perche
- Jeux olympiques de 1956 à Melbourne :
  -  Médaille d'or du saut à la perche

### Jeux panaméricains
- Jeux panaméricains 1951 à Buenos Aires :
  -  Médaille d'or du saut à la perche
- Jeux panaméricains 1955 à Mexico :
  -  Médaille d'or du saut à la perche